# Mompha verruculella
Mompha verruculella é uma espécie de mariposa do gênero Mompha pertencente à família Coleophoridae.